# Conus wilsi
Conus wilsi é uma espécie de gastrópode do gênero Conus, pertencente à família Conidae.